# Alexander Vencel (ur. 1944)
Alexander Vencel (ur. 8 lutego 1944 w Ilva Mare) – słowacki piłkarz, Mistrz Europy z 1976 roku. Jego syn Alexander również grał na pozycji bramkarza.

## Kariera klubowa
Vencel przygodę z futbolem rozpoczął w wieku w 14 lat w zespole TJ Dimitrov Bratysława. Dwa lata później trafił do grup młodzieżowych Slovana Bratysława. W 1963 zadebiutował w wielkim futbolu w klubie Dukla Komárno. Grał tam przez dwa sezony. 
Od sezonu 1964/65 rozpoczął ponownie grę w Slovanie, gdzie przez dwanaście sezonów odnosił największe sukcesy w karierze. Trzykrotnie świętował mistrzostwo Czechosłowacji w sezonach 1969/70, 1973/74 i 1974/75. Dwukrotnie podnosił wraz z kolegami z drużyny Puchar Czechosłowacji w sezonach 1967/68 i 1973/74. Cztery razy Slovan z Vencelem w składzie zdobywał Puchar Słowacji w ramach Czechosłowacji w sezonach 1969/70, 1971/72, 1973/74 i 1975/76. 
W sezonie 1968/69 zwyciężył wraz ze Slovanem w finale Pucharu Zdobywców Pucharów. Pokonaną drużyną okazała się FC Barcelona, a mecz zakończył się wynikiem 3:2 dla Slovana. Łącznie przez 12 lat zagrał dla Slovana w 321 spotkaniach. 
W 1977 przeszedł do Nitry, w których spędził kolejne dwa sezony. Od 1980 grał amatorsko w SK Slovan Wien. W tym klubie zakończył w 1982 karierę piłkarską.
| Sezon   | Klub              | Kraj           | Rozgrywki                        | Mecze | Bramki |
| ------- | ----------------- | -------------- | -------------------------------- | ----- | ------ |
| 1962/63 | Dukla Komárno     | Czechosłowacja | 2. Československá futbalová liga |       |        |
| 1963/64 | Dukla Komárno     | Czechosłowacja | 2. Československá futbalová liga |       |        |
| 1964/65 | Slovan Bratysława | Czechosłowacja | Československá futbalová liga    | 4     | 0      |
| 1965/66 | Slovan Bratysława | Czechosłowacja | Československá futbalová liga    | 23    | 0      |
| 1966/67 | Slovan Bratysława | Czechosłowacja | Československá futbalová liga    | 26    | 0      |
| 1967/68 | Slovan Bratysława | Czechosłowacja | Československá futbalová liga    | 23    | 0      |
| 1968/69 | Slovan Bratysława | Czechosłowacja | Československá futbalová liga    | 26    | 0      |
| 1969/70 | Slovan Bratysława | Czechosłowacja | Československá futbalová liga    | 30    | 0      |
| 1970/71 | Slovan Bratysława | Czechosłowacja | Československá futbalová liga    | 29    | 0      |
| 1971/72 | Slovan Bratysława | Czechosłowacja | Československá futbalová liga    | 26    | 0      |
| 1972/73 | Slovan Bratysława | Czechosłowacja | Československá futbalová liga    | 30    | 0      |
| 1973/74 | Slovan Bratysława | Czechosłowacja | Československá futbalová liga    | 29    | 0      |
| 1974/75 | Slovan Bratysława | Czechosłowacja | Československá futbalová liga    | 29    | 0      |
| 1975/76 | Slovan Bratysława | Czechosłowacja | Československá futbalová liga    | 22    | 0      |
| 1976/77 | Slovan Bratysława | Czechosłowacja | Československá futbalová liga    | 23    | 0      |
| 1977/78 | Plastika Nitra    | Czechosłowacja | 2. Československá futbalová liga |       |        |
| 1978/79 | Plastika Nitra    | Czechosłowacja | 2. Československá futbalová liga |       |        |
| 1979/80 | SK Slovan Wien    | Austria        |                                  |       |        |
| 1980/81 | SK Slovan Wien    | Austria        |                                  |       |        |
| 1981/82 | SK Slovan Wien    | Austria        |                                  |       |        |

## Kariera reprezentacyjna
Vencel po raz pierwszy w reprezentacji zagrał 19 września 1965 w meczu eliminacji do Mistrzostw Świata 1966 przeciwko Rumunii, zakończonym zwycięstwem Czechosłowaków 3:1. Zagrał także w kolejnych trzech spotkaniach tych eliminacji, dwukrotnie z Turcją i raz z Portugalią. Bramki reprezentacji bronił także w 3 spotkaniach eliminacji do Mistrzostw Świata 1970, zakończonych awansem do turnieju finałowego. Podczas meksykańskiego mundialu wystąpił w przegranym 1:2 meczu przeciwko Rumunii. 
Został powołany także na Mistrzostwa Europy 1976, na których Czechosłowacja zdobyła jedyny w historii tytuł mistrzów Europy. Był tam bramkarzem rezerwowym. Ostatnie spotkanie reprezentacji rozegrał 30 marca 1977 w meczu eliminacji do Mistrzostw Świata 1978 przeciwko Walii, zakończonym zwycięstwem Walijczyków 0:3. Łącznie w latach 1965–1977 rozegrał 22 spotkania w reprezentacji Czechosłowacji.
| Mecze i gole w reprezentacji | Mecze i gole w reprezentacji | Mecze i gole w reprezentacji | Mecze i gole w reprezentacji | Mecze i gole w reprezentacji | Mecze i gole w reprezentacji | Mecze i gole w reprezentacji |
| #                            | Data                         | Miasto                       | Przeciwnik                   | Gol                          | Wynik                        | Rozgrywki                    |
| ---------------------------- | ---------------------------- | ---------------------------- | ---------------------------- | ---------------------------- | ---------------------------- | ---------------------------- |
| 1.                           | 19.09.1965                   | Praga                        | Rumunia                      |                              | 3:1                          | El. MŚ 1966                  |
| 2.                           | 09.10.1965                   | Stambuł                      | Turcja                       |                              | 6:0                          | El. MŚ 1966                  |
| 3.                           | 31.10.1965                   | Porto                        | Portugalia                   |                              | 0:0                          | El. MŚ 1966                  |
| 4.                           | 21.11.1965                   | Brno                         | Turcja                       |                              | 3:1                          | El. MŚ 1966                  |
| 5.                           | 18.05.1966                   | Praga                        | ZSRR                         |                              | 1:2                          | towarzyski                   |
| 6.                           | 15.06.1966                   | Rio de Janeiro               | Brazylia                     |                              | 2:2                          | towarzyski                   |
| 7.                           | 19.10.1966                   | Belgrad                      | Jugosławia                   |                              | 0:1                          | towarzyski                   |
| 8.                           | 16.04.1969                   | Rotterdam                    | Holandia                     |                              | 0:2                          | towarzyski                   |
| 9.                           | 04.05.1969                   | Dublin                       | Irlandia                     |                              | 2:1                          | El. MŚ 1970                  |
| 10.                          | 25.05.1969                   | Budapeszt                    | Węgry                        |                              | 0:2                          | El. MŚ 1970                  |
| 11.                          | 03.12.1969                   | Marsylia                     | Węgry                        |                              | 4:1                          | El. MŚ 1970                  |
| 12.                          | 13.05.1970                   | Oslo                         | Norwegia                     |                              | 2:0                          | towarzyski                   |
| 13.                          | 06.06.1970                   | Guadalajara                  | Rumunia                      |                              | 1:2                          | MŚ 1970                      |
| 14.                          | 05.09.1970                   | Nicea                        | Francja                      |                              | 0:3                          | towarzyski                   |
| 15.                          | 25.09.1971                   | Berlin                       | NRD                          |                              | 1:1                          | towarzyski                   |
| 16.                          | 07.04.1974                   | Rio de Janeiro               | Brazylia                     |                              | 0:1                          | towarzyski                   |
| 17.                          | 13.04.1974                   | Płowdiw                      | Bułgaria                     |                              | 1:0                          | towarzyski                   |
| 18.                          | 27.04.1974                   | Praga                        | Francja                      |                              | 3:3                          | towarzyski                   |
| 19.                          | 20.05.1974                   | Odessa                       | ZSRR                         |                              | 1:0                          | towarzyski                   |
| 20.                          | 13.10.1974                   | Bratysława                   | Szwecja                      |                              | 4:0                          | towarzyski                   |
| 21.                          | 22.09.1976                   | Bukareszt                    | Rumunia                      |                              | 1:1                          | towarzyski                   |
| 22.                          | 06.10.1976                   | Praga                        | Rumunia                      |                              | 3:2                          | towarzyski                   |
| 23.                          | 13.10.1976                   | Praga                        | Szkocja                      |                              | 2:0                          | El. MŚ 1978                  |
| 24.                          | 23.03.1977                   | Praga                        | Grecja                       |                              | 4:0                          | towarzyski                   |
| 25.                          | 30.03.1977                   | Wrexham                      | Walia                        |                              | 0:3                          | El. MŚ 1978                  |

## Kariera trenerska
Vencel pracował również jako asystent w klubach DAC Dunajská Streda, Spartak Trnawa i Slovan Bratysława.

## Sukcesy
Czechosłowacja
- Mistrzostwa Europy (1): 1976 (1. miejsce)

Slovan Bratysława
- Puchar Zdobywców Pucharów (1): 1968/69
- Mistrzostwo Czechosłowacji (3): 1969/70, 1973/74, 1974/75
- Puchar Czechosłowacji (2): 1967/68, 1973/74
- Puchar Słowacji w ramach Czechosłowacji (4): 1969/70, 1971/72, 1973/74, 1975/76